# میرزا علی بهروز اصفهانی
میرزا علی بهروز اصفهانی (انگلیسی: Mirza Ali Behrouze Ispahani؛ ۳۰ اکتبر ۱۹۵۰ – ۲۳ ژانویه ۲۰۱۷) کارآفرین اهل بنگلادش بود.